# Asamblea Nacional de Burkina Faso
La Asamblea Nacional de Burkina Faso, fue el órgano que ostentó el poder legislativo de Burkina Faso, bajo un sistema unicameral, que fue disuelto luego del golpe de Estado ocurrido en el país en enero del 2022.
La actual Asamblea Nacional, se constituyó tras las elecciones celebradas el 2 de diciembre de 2012. Posee un total de 127 miembros elegidos en circunscripciones uninominales. Sus miembros desempeñan sus labores legislativas por espacio de 5 años.

## Distribución de la Asamblea Nacional actual
En estos comicios se presentaron 74 partidos políticos, de los cuales solo 13 de ellos lograron tener representación parlamentaria. La siguiente tabla solo muestra aquellas colectividades que si obtuvieron escaños elegidos.
| Composición de la Asamblea Nacional de Burkina Faso para el período 2013-2018 |

| Congreso por la Democracia y el Progreso (CDP)                                       | Blaise Compaoré     | 8 | 62 | 70  |
| Alianza para la Democracia y la Federación Agrupación Democrática Africana (ADF-RDA) | Gilbert Ouédraogo   | 2 | 17 | 19  |
| Unión para el Progreso y la Reforma (UPC)                                            | Kassoum Traore      | 2 | 17 | 19  |
| Unión para el Renacimiento / Movimiento Sankarista (UNIR-MS)                         | Bénéwendé Sankara   | 1 | 3  | 4   |
| Partido por la Democracia y el Socialismo (PDS)                                      | Hama Arba Diallo    | 1 | 1  | 2   |
| Unión por la República (UPR)                                                         | Amadou Traore       | 1 | 3  | 4   |
| Coalición de Fuerzas Democráticas (CFDB)                                             | Harouna Bayire      | 1 | 2  | 3   |
| Organización para la Democracia y el Trabajo (ODT)                                   | Dieudonne Sawadogo  | 0 | 1  | 1   |
| Unión Nacional para la Democracia y el Desarrollo (UNDD)                             | Benjamin Yameogo    | 0 | 1  | 1   |
| Faso Alternativo (FA)                                                                | Ablasse Ouedraogo   | 0 | 1  | 1   |
| Agrupación para el Desarrollo de Burkina (RDB)                                       | Salifou Barro       | 0 | 1  | 1   |
| Agrupación por la Democracia y el Socialismo (RDS)                                   | Salfo Ouedraogo     | 0 | 1  | 1   |
| Convención Nacional para el Progreso de Burkina (CNPB)                               | Kourouboundou Lompo | 0 | 1  | 1   |
| Total:                                                                               |                     |   |    | 127 |
| Fuente:                                                                              |                     |   |    |     |